# 新圣毛尔吉陶
新圣毛尔吉陶（匈牙利語：Újszentmargita，匈牙利語發音：[ˈuːjsɛntmɒrɡitɒ]）是匈牙利豪伊杜-比豪尔州所辖的一个村。总面积96.22平方公里，总人口1423，人口密度14.8人/平方公里（2011年1月1日）。